# Поротникова (Свердловская область)
Поротникова — деревня в Талицком городском округе Свердловской области, Россия.

## Географическое положение
Деревня Поротникова муниципального образования «Талицкого городского округа» Свердловской области находится в 39 километрах (по автотрассе в 59 километрах) к юго-востоку от города Талица, на правом берегу реки Бутка (правый приток реки Беляковка, бассейн реки Пышма), в 1 километре от устья.

## Население
| 2002 | 2010 | 2021 |
| ---- | ---- | ---- |
| 73   | ↘47  | ↘36  |